# Parada de Europa
Europa es una parada de las líneas Ibaiondo - Salburua y Abetxuko - Unibertsitatea en el tranvía de Vitoria, explotado por Euskotren Tranbia. Fue inaugurada el 23 de diciembre de 2008 junto a todas las paradas del ramal de Ibaiondo, desde la de Angulema hasta la de Ibaiondo. Se incorporó a la línea Abetxuko - Angulema el 10 de julio de 2009.

## Localización
Se encuentra ubicada en la Avenida de Gasteiz, frente al Palacio de Congresos Europa.

## Líneas
| Líneas que prestan servicio en la parada de Europa |            |       |                 |                |
| << Cabecera                                        | < Anterior | Línea | Siguiente >     | Cabecera >>    |
| Ibaiondo                                           | Honduras   | TVG   | Sancho el Sabio | Salburua       |
| Abetxuko                                           | Honduras   | TVG   | Sancho el Sabio | Unibertsitatea |